# 弗拉基米爾·霍羅威茨

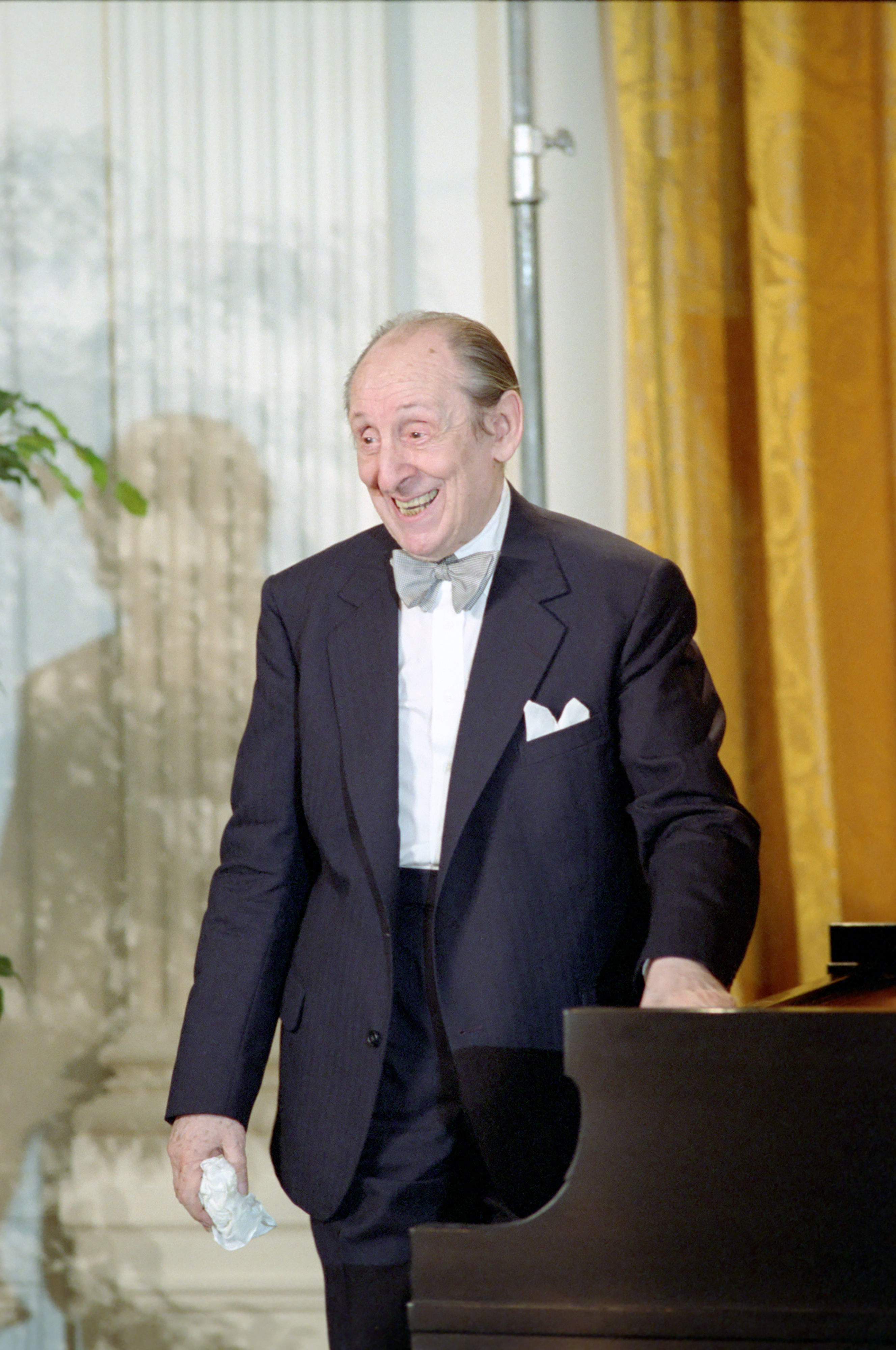
1986年的霍洛维茨

弗拉基米爾·薩莫伊洛維奇·霍羅威茨（1903年10月1日—1989年11月5日），美國猶太裔鋼琴家，作曲家。被认为是史上最伟大的钢琴家之一。他以精湛的技术、音色以及演出效果而闻名。霍洛维茨对李斯特、拉赫玛尼诺夫、肖邦、斯克里亚宾、斯卡拉蒂和普罗科菲耶夫作品的演奏因其技术精度和动态范围而受到赞赏。

## 生平
霍洛维茨於1903年10月1日出生于俄国基辅，是基辅音乐学院布卢曼菲尔德的学生，1921年毕业。1924年演出于柏林，很快获得国际声誉。1925年离开苏联，1928年1月12日在美国纽约演奏柴可夫斯基第一號鋼琴協奏曲引起轟動。同年定居纽约，1933年与托斯卡尼尼的女儿旺达结婚。1965年5月9日在纽约卡内基音乐厅的演奏是中断演奏艺术生涯12年后的复出演奏。从此逐步恢复公开表演，显示他在斯卡拉蒂、莫札特、肖邦、李斯特、斯克里亚宾、舒曼和其它作曲家作品的才能。1986年在他82岁高龄时重返苏联，于莫斯科和列宁格勒各举办了一场音乐会。

## 獎項
霍羅威茨一生獲25個格林美獎，包括：
格林美獎─最佳古典專輯
- 1963年：Columbia Records Presents Vladimir Horowitz
- 1966年：Horowitz at Carnegie Hall: An Historic Return
- 1972年：Horowitz Plays Rachmaninoff (Etudes-Tableaux Piano Music; Sonatas)
- 1978年：《Concert of the Century》，與倫納德·伯恩斯坦（指揮）、紐約愛樂樂團、迪特里希·菲舍爾-迪斯考、耶胡迪·梅紐因、姆斯蒂斯拉夫·列奧波爾多維奇·羅斯特羅波維奇、艾薩克·斯特恩、林登·伍德賽德合作
- 1988年：Horowitz in Moscow (Deutsche Grammophon 419499)
- 1987年：Horowitz: The Studio Recordings, New York 1985 (Deutsche Grammophon 419217)

格林美獎終身成就獎
- 1990年

## 作品節選

### 商業錄音
- (CD). 20世紀偉大鋼琴家（英语：Great Pianists of the 20th Century） 47. Philips Classics. 1998. 456 838-2.
- (CD). 20世紀偉大鋼琴家 48. Philips Classics. 1999. 456 844-2.
- (CD). 20世紀偉大鋼琴家 49. Philips Classics. 1999. 456 841-2.

## 外部連結
- 弗拉基米爾·霍羅威茨的Discogs页面（英文）